# Агнес Хааш
Агнес Хааш (угор. HAász Ágnes нар. 31 липня 1951, Будапешт) — угорська художниця  сучасного мистецтва, працює в галузі комп'ютерного мистецтва, або ж медіа-мистецтва, графік і мистецтвознавець, член  Національної асоціації угорських художників (1993),  Асоціації угорських графіків (1995), Угорської асоціації граверів та художників-літографів (2000), куратор національних і міжнародних  мистецьких проєктів, президент  Угорської Асоціації Електрографічного Мистецтва (2001)

Роботи демонструвалися у таких країнах:  Німеччина, Нідерланди, Сербія, Південна Корея, Польща, Австрія, Чехії,  Румунія, Фінляндія,  Угорщина та ін.

## Життєпис і творчість

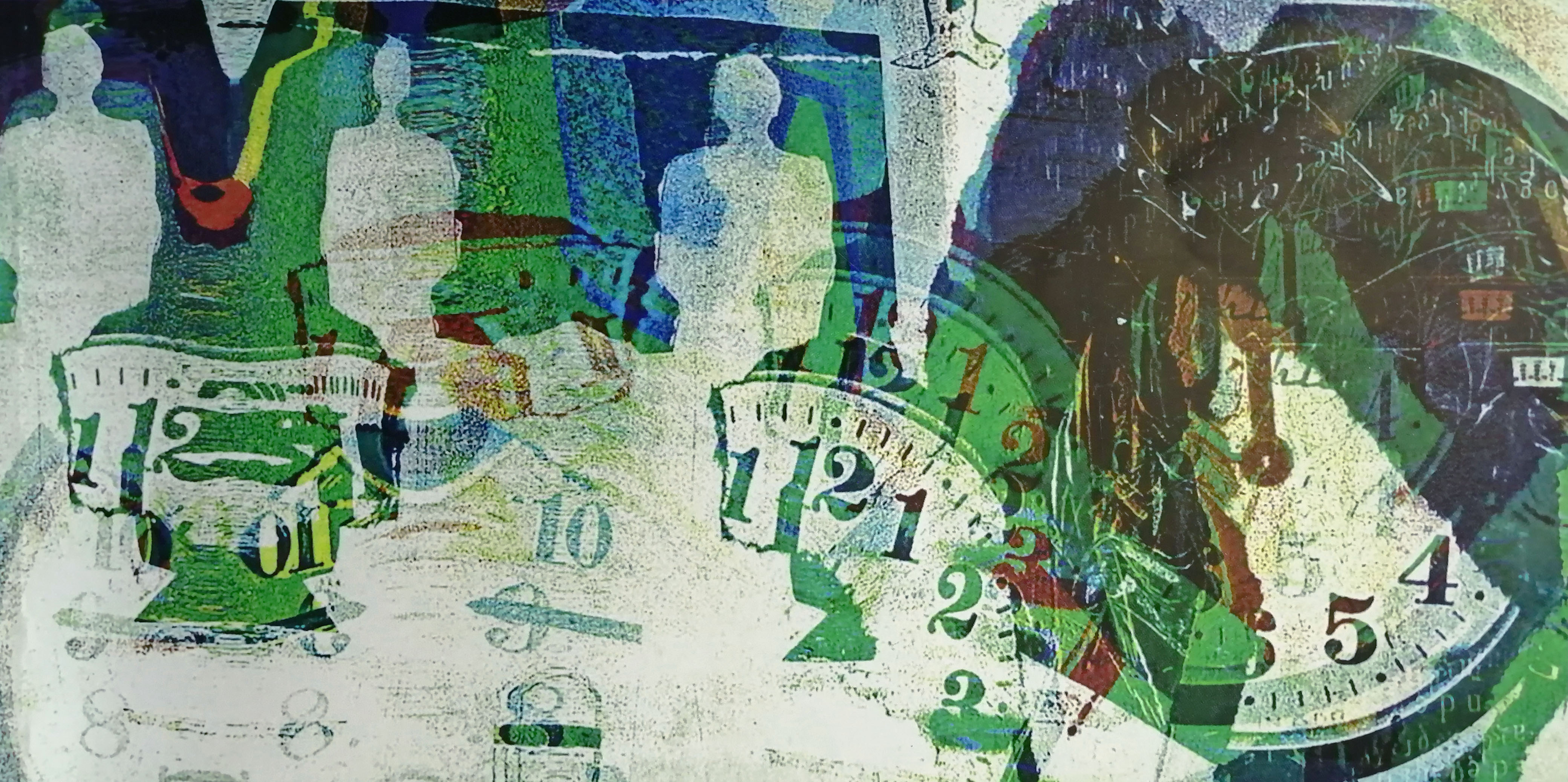
Агнес Хааш. Споріднені душі. Цифровий друк.1998-2017

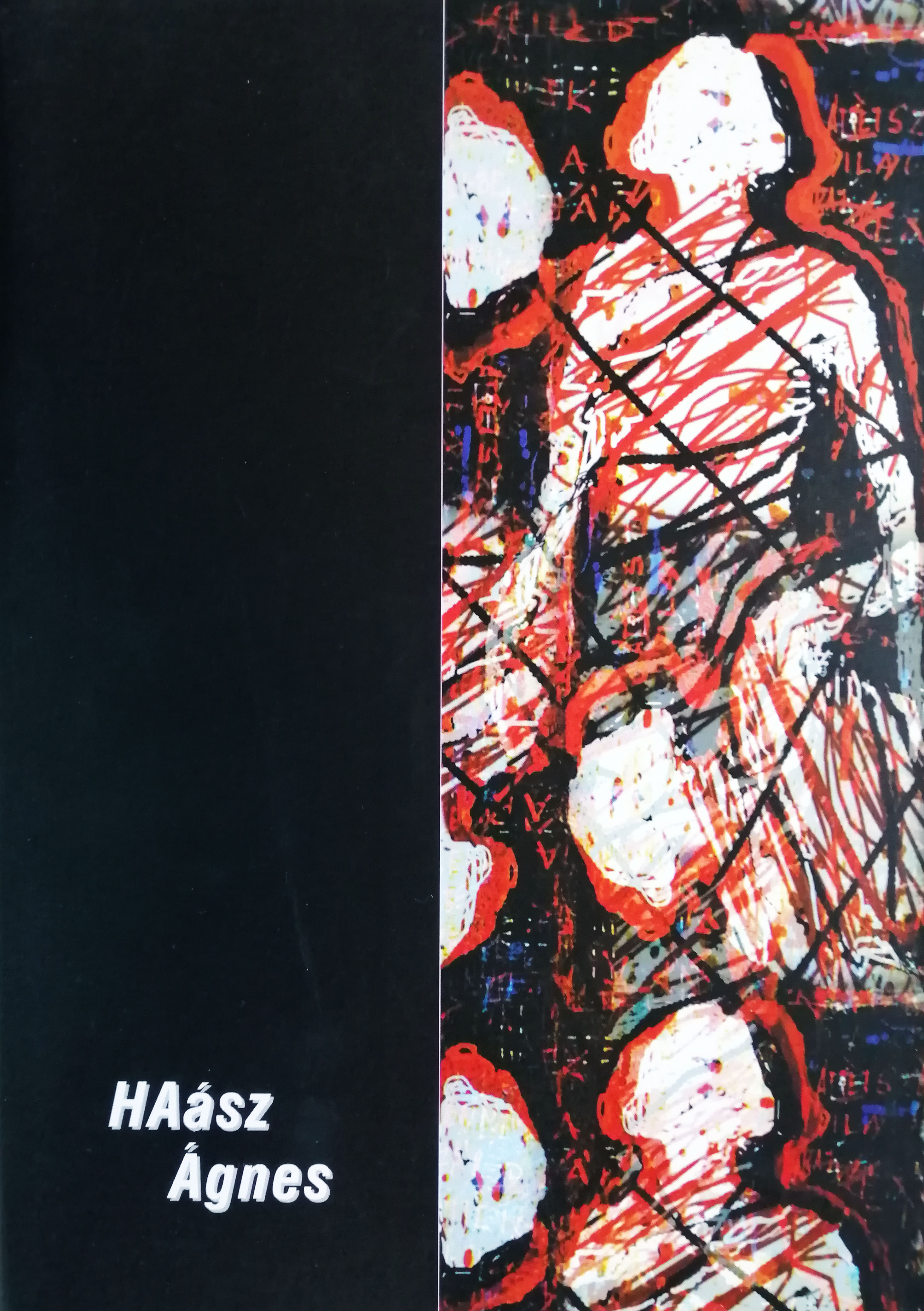
Агнес Хааш. Обкладинка каталогу творів. 2000

Агнес Хааш народилася 31 липня 1951 року  в  Будапешті. 

Вона багато вчилась, щоб  стати художником, самостійно обираючи напрямки освіти.
 
У 1970-х відвідувала школи гуманітарних дисциплін, курси мистецтв Вільного університету «ТІТ» (Товариства поширення наукових знань). У 1980-х навчалась у приватній графічній студії Агнеса Боді. 
 
Подією 1987 року стало для неї  відкриття можливостей ксероксу і його художнього потенціалу.  До створення  графічних робіт почала залучати технічні засоби.  Новий імпульс отримала з опануванням  кольорового ксероксу, а потім відкрила художні можливості комп’ютера. 
 
У 1989 свій досвід їй передавав  художник Джозеф Кадар, який певний час мешкав у  Парижі  і  був одним з піонерів  мистецтва нових медіа (електрографіки).
З 1990 Агнес Хааш активно розпочинає виставкову діяльність. 
 
До 1996 року вона входить до художньої групи  «В'язальники тіней». 
 
Її було прийнято до лав  Національної асоціації угорських художників (1993),  Асоціації угорських графіків (1995), Угорської асоціації граверів та художників-літографів (2000).
 
Згодом Агнес разом із своїми однодумцями з колишнього угруповання вирішили заснувати організацію, яка б спеціалізувалась на застосуванні технічних засобів у мистецтві - Угорську Асоціацію Електрографічного Мистецтва.  Президентом  обрали  Агнес Хааш.
Першу виставку провели у серпні 2001 року  у приміщенні Б32-Галереї (що по вул. Бартока, 32, Будапешт),  у складі19 художиків. Серед засновників-учасників були талановиті митці Анталь Люкс, Андрас Бохар (1961-2006), Габор Зентай (1976-2016) та інші. Вони стали інціаторами проведення регулярних виставок мистецтва  нових  медіа, яке запропонували називати електрографікою. 
 
Чимало митців, що до того практикували у сфері традиційних жанрів (живописців, графіків, скульпторів і навіть письменників) підхопили авангардне починання, пропонуючи дивовижні твори із застосуванням комп’ютерних обробок, сканування, цифрового друку, ксероксу, відео, інсталяції та інші.
Кожні 2-3 роки асоціація організовує міжнародні виставки «Матрікс», «Агора Дігіталіс», «Мега Піксель», «Арт Маркет» та ін., які мають значний  поліграфічний супровід у вигляді каталогів, щорічників, буклетів. Мистецтвознавці всебічно аналізують практику медіа-художників. Чимало вдумливих текстів написала й Агнес Хааш.
З 2014 року художниця очолює галерею, створену для проведення виставок  членів  «Угорської Асоціації Електрографічного Мистецтва»,  по вул. Болчо, 9, Будапешт.

президент ініціює чимало експозицій асоціації  за кордоном та запрошує  до Угорщини  іноземних художників, серед яких Віра Девід (Канада), Анталь Люкс (Німеччина), Єва Кіпп, Беаті Чето (Нідерланди),  Чанг-Су Кім (Південна Корея), Олена Голуб (Україна)  та нші.
В роботі її  підтримує творча команда, серед якої віце-президент Ружина Шпіцер, членкиня правління Джудіт Альберт, консультанти  Юлія Н. Месарос, Арпад Дарадич, Йожеф Габош, Естер Ланг, Денеш Ружа, Берталан Балінт, Ласло Сізі та  інші